# Pier Paolo Vergerio (Humanist)
Pier Paolo Vergerio der Ältere (auch Pietro Paolo Vergerio, latinisiert Petrus Paulus Vergerius, auch Vergerius Justinopolitanus; * 23. Juli 1370 in Koper; † 8. Juli 1444 in Buda) war ein italienischer Humanist, Mediziner, Jurist und Staatsmann.

## Leben
Vergerio studierte Grammatik in Padua (1385). Ein Jahr später ging er zu weiterführenden Studien nach Florenz, wo er sich mit Coluccio Salutati anfreundete; 1388–90 lehrte Vergerio in Bologna. 1398 ging er vorübergehend wieder nach Florenz, um bei Manuel Chrysoloras Griechisch zu studieren. Als er Padua im März 1405 in Richtung Kurie verließ, war er Magister Artium, Doktor der Medizin und beider Rechte (Rechtswissenschaft und Kirchenrecht). Das bedeutendste Werk jener Jahre war sein pädagogischer Traktat De ingenuis moribus et liberalibus adolescentiae studiis (1402), die erste Renaissanceschrift, die ein umfassendes Erziehungsprogramm vorschlug und bis in das 17. Jahrhundert hinein weit verbreitet war. 1406 ging Vergerio nach Rom, wo er päpstlicher Sekretär und dann Gesandter am Konzil von Konstanz (1414–18) wurde. Vergerio war dann Sekretär von Kaiser Sigismund I. Vergerio behandelte in seinen Schriften auch Kirchenfragen; er schrieb über Francesco Petrarca, dessen Africa er herausbrachte, eine Komödie, Gedichte und viele Briefe, die nach seinem Tod veröffentlicht wurden. Vergerio gilt manchen als Begründer der modernen Pädagogik.

## Textausgaben
- Attilio Gnesotto (Hrsg.): De ingenuis moribus et libaralibus studiis adolescentiae. Padua 1918.
- John M. McManamon (Hrsg.): Pierpaolo Vergerio the Elder and Saint Jerome. An Edition and Translation of Sermones pro Sancto Hieronymo. Arizona Center for Medieval and Renaissance Studies, Tempe 1999, ISBN 0-86698-219-1 (kritische Edition mit englischer Übersetzung).
- Craig W. Kallendorf (Hrsg.): Pier Paolo Vergerio: The Character and Studies Befitting a Free-Born Youth. In: Craig W. Kallendorf (Hrsg.): Humanist Educational Treatises. Harvard University Press, Cambridge (Massachusetts) 2002, ISBN 0-674-00759-X, S. 2–91 (lateinischer Text und englische Übersetzung).